# Renn Crichlow
Renn Crichlow, född den 9 maj 1968 i Ottawa, Kanada, är en kanadensisk kanotist.
Han tog bland annat VM-guld i K-1 500 meter i samband med sprintvärldsmästerskapen i kanotsport 1991 i Paris.